# أناتولي بوس
أناتولي بوس (بالإنجليزية: Anatoly Bose)‏ مواليد 6 ديسمبر 1988، هو لاعب كرة سلة أسترالي بدأ مسيرته الاحترافية في سنة 2011 يلعب مع فريق أستانا ويحمل الرقم 31. يبلغ طوله 6 قدم 6 3⁄4 بوصة (2.0 م).

## روابط خارجية
- أناتولي بوس على موقع الاتحاد الدولي لكرة السلة (الإنجليزية)
- أناتولي بوس على موقع كرة السلة الأوروبية.كوم (الإنجليزية)
- أناتولي بوس على موقع كلية كرة السلة في سبورتس رفرنس.كوم (الإنجليزية)
- أناتولي بوس على موقع ريلجم (الإنجليزية)
- أناتولي بوس على موقع بروبوليرز (الإنجليزية)
- أناتولي بوس على موقع سبورتس رفرنس (الإنجليزية)